# إليز نولز
إليز نولز (بالإنجليزية: Elyse Knowles) هي عارضة ازياء أسترالية، ولدت في 30 سبتمبر 1992 في ملبورن في أستراليا.

## وصلات خارجية
- إليز نولز على موقع IMDb (الإنجليزية)